# Тихоненко Валерій Олексійович
Тихоненко Валерій Олексійович (19 серпня 1964) — казахський баскетболіст.
Олімпійський чемпіон 1988 року, учасник 1992 року.
Срібний призер Чемпіонату світу 1986, 1990, 1998 років.
Чемпіон Європи 1985 року, срібний призер 1987, бронзовий призер 1989 року.
Переможець Юнацького чемпіонату Європи (U-18) 1982 року.
Переможець юнацького Чемпіонату світу 1983 року.
Як тренер жіночої збірної Росії: переможець Чемпіонату Європи 2009 року.